# Badminton-Asienmeisterschaft 1987
Die Badminton-Asienmeisterschaft 1987 fand im Dezember 1987 in Semarang, Indonesien, statt. Es wurde nur der Teamwettbewerb für Herrenmannschaften ausgetragen. 15 Nationen waren am Start.

## Medaillengewinner
| Disziplin  | Gold                                                                                                  | Silber | Bronze |
| ---------- | --- | --- | --- |
| Herrenteam | Volksrepublik China Yang Yang Li Yongbo Tian Bingyi Xiong Guobao Zhou Jincan Zhang Qiang Zhang Qingwu | Indonesien Eddy Kurniawan Eddy Hartono Alan Budikusuma Rudy Gunawan Liem Swie King Joko Suprianto Bobby Ertanto | Südkorea Chung Byung-yun Lee Deuk-choon Sung Han-kuk Park Sung-bae Lee Sang-bok Park Joo-bong Kim Moon-soo |

## Gruppenphase

### Gruppe A
| Position | Team                | Spiele | W | L | Pw | Pl | P+  | P  | P- | Pd  | Gd |
| -------- | ------------------- | ------ | - | - | -- | -- | --- | -- | -- | --- | -- |
| 1        | Volksrepublik China | 2      | 2 | 0 | 10 | 0  | +10 | 20 | 0  | +20 | 2  |
| 2        | Singapur            | 2      | 1 | 1 | 5  | 5  | 0   | 10 | 10 | 0   | 1  |
| 3        | Hongkong            | 2      | 0 | 2 | 0  | 10 | −10 | 2  | 20 | −18 | 0  |

### Gruppe B
| Position | Team      | Spiele | W | L | Pw | Pl | P+  | P  | P- | Pd  | Gd |
| -------- | --------- | ------ | - | - | -- | -- | --- | -- | -- | --- | -- |
| 1        | Südkorea  | 3      | 3 | 0 | 14 | 1  | +13 | 28 | 4  | +24 | 3  |
| 2        | Japan     | 3      | 2 | 1 | 10 | 5  | +5  | 22 | 10 | +12 | 2  |
| 3        | Sri Lanka | 3      | 1 | 2 | 4  | 11 | −7  | 9  | 24 | −15 | 1  |
| 4        | Nepal     | 3      | 0 | 3 | 2  | 13 | −11 | 4  | 27 | −23 | 0  |

### Gruppe C
| Position | Team     | Spiele | W | L | Pw | Pl | P+  | P  | P- | Pd  | Gd |
| -------- | -------- | ------ | - | - | -- | -- | --- | -- | -- | --- | -- |
| 1        | Malaysia | 3      | 3 | 0 | 15 | 0  | +15 | 30 | 0  | +30 | 3  |
| 2        | Indien   | 3      | 2 | 1 | 8  | 7  | +1  | 17 | 14 | +3  | 2  |
| 3        | Myanmar  | 3      | 1 | 2 | 5  | 10 | −5  | 13 | 22 | −9  | 1  |
| 4        | Pakistan | 3      | 0 | 3 | 2  | 13 | −11 | 5  | 28 | −23 | 0  |

### Gruppe D
| Position | Team              | Spiele | W | L | Pw | Pl | P+  | P  | P- | Pd  | Gd |
| -------- | ----------------- | ------ | - | - | -- | -- | --- | -- | -- | --- | -- |
| 1        | Indonesien        | 3      | 3 | 0 | 15 | 0  | +15 | 30 | 1  | +29 | 3  |
| 2        | Thailand          | 3      | 2 | 1 | 9  | 6  | +3  | 19 | 15 | +4  | 2  |
| 3        | Chinesisch Taipeh | 3      | 1 | 2 | 6  | 9  | −3  | 13 | 18 | −5  | 1  |
| 4        | Philippinen       | 3      | 0 | 3 | 0  | 15 | −15 | 2  | 30 | −28 | 0  |

## Endrunde

### Auslosung
|  | Halbfinale | Halbfinale          | Halbfinale |  |                     | Finale           | Finale           | Finale           |
|  |            |                     |            |  |                     |                  |                  |                  |
|  |            |                     |            |  |                     |                  |                  |                  |
|  |            | Volksrepublik China | 3          |  |                     |                  |                  |                  |
|  |            | Südkorea            | 0          |  |                     |                  |                  |                  |
|  |            |                     |            |  | Volksrepublik China | 3                |                  |                  |
|  |            |                     |            |  |                     | Indonesien       | 2                |                  |
|  |            | Malaysia            | 0          |  |                     |                  |                  |                  |
|  |            | Indonesien          | 3          |  |                     | Spiel um Platz 3 | Spiel um Platz 3 | Spiel um Platz 3 |
|  |            |                     |            |  |                     |                  | Südkorea         | 5                |
|  |            | Malaysia            | 0          |  |                     |                  |                  |                  |
|  |            |                     |            |  |                     |                  |                  |                  |

### Halbfinale
- Razif Sidek im 3. Spiel verletzt